# Українці Об'єднаних Арабських Еміратів
Українці Об'єднаних Арабських Еміратів — особи з українським громадянством або національністю, які перебувають на території ОАЕ. Задля збереження рідної мови та культури створено громадські організації, що співпрацюють з Посольством України в ОАЕ. 

## Історія
Початок міграції закладено наприкінці 1980-х років, коли стали запрошувати в країну спортивних фахівців з Радянського Союзу. З розпадом останнього у 1991 році поступово почали прибувати переселенці (експанти) з України в пошуках роботи. Перші групи прибули в середині 1990-х років. З кінця 1990-х намітився туристичний потік, а також з'являються підприємці.
З початку 2000-х років здебільшого приїжджає молодь, щоб заробити гроші або використати цю країну як трамплін для подальшої міграції. Здебільшого українці працюють в готелях на рецепшені, у брендових продажах, сфері нерухомості, туризмі, в салонах краси і ресторанах. Надзвичайно багато працюють у місцевих авіакомпаніях Etihad, Emirates, Fly Dubai, Air Arabia, які з 2010-х років почали проводити окремі конкурсні відбори стюардів у Києві. Є невелика кількість українських лікарів та інженерів, і приблизно стільки ж підприємців. Здебільшого, це молоді люди віком 20-40 років.
Приблизно 4000—5000 осіб було в 2012 році, 5000—7000 українців — у 2016 році. За офіційною інформацією МЗС ОАЕ, станом на 1 січня 2017 року тимчасовий дозвіл на проживання в Еміратах мали 11 145 громадян України. Значний відсоток становлять туристи. Так, 2016 року 112 135 українських громадян відвідали Об'єднані Арабські Емірати.
Основний осередок — Дубай. Українці, що проживають в сусідніх еміратах Шарджі і Аджмані, беруть участь в дубайських подіях, бо багато хто з них працює щодня в Дубаї. також існує осередок в столиці Абу-Дабі.

## Організації
Тривалий часу не існувало української громади в ОАЕ, всі українці осідали в СНД-шних сервісах і спільнотах. Після російської анексії Криму у 2014 році відбувся ментальний розкол між українцями і росіянами, як власниками СНД-шних і російськомовних сервісів. З цього моменту почалося організаційне формування української громади. У березні 2014 року з'явилась перша група у Facebook «Українці в Еміратах». Зараз членами нашої діаспорської ініціативи є 4,5 тисячі молодих українців.
Наразі офіційної організації українців в ОАЕ не існує. Причинами цього є заборона на будь-яку політичну чи агітаційну діяльність у країні; складність реєстрації громадських об'єднань; тимчасовість перебування усіх експатів у ОАЕ, яка не надає громадянства. Тому українська громада існуємо під основним брендом «Українці в Еміратах». При цьому активно взаємодії з Посольством України в ОАЕ. Координатором Української громади є Євген Семенов. 2016 року сформувалася громадська ініціатива «FromUA», президентом якої стала Олена Лук'янова.
На 2017 рік існує багато ініціатив за різними напрямками, в кожному з яких є куратори і активісти, яким цікава саме ця діяльність:
- дитячий клуб — раз у місяць є тематичні заходи для дітей;
- щотижневі футбол, волейбол, скелелазіння, іноді ковзани або рибаловля, щотижневі ігри в мафію, еківокі, монополію тощо, де збираються по 15—20 людей;
- бізнес-клуб;
- дівчачий клуб — раз на два тижні дівчата збираються на каву/суші/дискотеку;
- матусин клуб, де молоді мами можуть щодня вирішувати свої питання і ділитись корисною інформацією, речами, збиратись в парках для прогулянок з візками і малечею;
- артклуб — члени громади намагаються об'єднати всіх творчих діаспорян для організації спільних проєктів і флешмобів.
- українська ділова рада - неприбуткова організація, створена 2 червня 2016 року та офіційно зареестрована в Торгово-промисловій палаті Дубаї спільними зусиллями українських підприємців в ОАЕ та посольства України в Еміратах.

З 2014 року існує Українська греко-католицька церква в ОАЕ, яка є частиною Апостольського Вікаріату Південної Аравії під проводом Преосвященнішого єпископа Пола Хіндера, Апостольського Вікарія Південної Аравії. Богослужіння українською та англійською мовами на терені ОАЕ вирушають у Дубаї та Абу-Дабі. Пастирське служіння виконує о. Юрій Юрчик, капелан української громади в Апостольському Вікаріаті Південної Аравії.
Організована рекрутингова ініціатива — група у Facebook, куди всі діаспоряни зносять вакансії, щоб дати своїм можливість влаштуватись. Створили фешн-клуб — об'єднання українських дизайнерів і дистриб'ютерів українського одягу, проведення міні-показів. Діє івент-ініціатива — це люди, які намагаються привозити українських артистів для виступів в діаспорі.
За підтримки української громади в ОАЕ було закуплено та відправлено українському війську, зокрема, прилади нічного бачення, одяг. Українська діаспора допомагає пораненим воїнам АТО. Майже щомісяця приймають таких воїнів на реабілітацію. Також існує програма допомоги онкохворим дітям, особливо з територій російсько-українського конфлікту на Донбасі. Українські дизайнери, художники та майстри в ОАЕ надали свої роботи для благодійного аукціону, на якому зібрали близько 70 тис. грн.
2016 року в Дубаї відбувся вечір української вишиванки. Захід об'єднав українців, які сьогодні живуть в Об'єднаних Арабських Еміратах. На вечорі демонстрували сучасні вишиванки вітчизняних дизайнерів, куштували українські страви та співали національні пісні.

## Культурне життя
Українську школу в ОАЕ відкрито у травні 2016 року для навчання та розвитку дітей української громади. Вона стала першою українською школою не тільки в ОАЕ, але й на всьому Аравійському півострові. Навчальний заклад здійснює навчально-виховний процес за одноденною формою навчання, щоп'ятниці в Дубаї, у приміщеннях католицької школи Святої Марії. Викладання проводиться для дітей у трьох вікових групах: молодша (3-5 років), середня (6-9 років) та старша (10-16 років). Шкільні предмети будуть викладатися згідно з програмами Міністерства освіти України, які викладачі та партнери з Конотопської дитячої школи мистецтв (Сумська область, Україна) адаптують для викладання в школі. Зараз навчається 56 дітей з українських і мішаних сімей.
27 червня 2017 року до Національного педагогічного університету імені М. П. Драгоманова завітала делегація української діаспори з Об'єднаних Арабських Еміратів. До складу делегації входили директор першої української школи у м. Дубаї (ОАЕ) Наталія Сердюк та представник керівництва української діаспори Тетяна Співаковська.
2016 року з ініціативи діаспорян проведено Перший місяць української культури в Еміратах. Водночас стали проводитися заходи Активне українське літо в Абу-Дабі за підтримці державної організації столичного емірату Abu Dhabi Sports Council.
Діє також творчий колектив «Червона Калина».